# Gianluca Bezzina
Gianluca Bezzina (* 9. November 1989 in Qrendi) ist ein maltesischer Mediziner und Sänger.

## Leben und Wirken
Er kam schon in jungen Jahren mit Musik in Berührung. Bezzina studiert Medizin und ist seit 2010 Sänger der maltesischen Jazz/Rock-Band Funk Initiative, die seither mehrere Singles veröffentlicht hat. In zwei Vorentscheidungsshows des maltesischen Fernsehens TVM konnte er sich gegen insgesamt 23 Mitbewerber durchsetzen und durfte Malta beim Eurovision Song Contest 2013 mit dem Popsong Tomorrow vertreten. Er erreichte das Finale und belegte am Ende den 8. Platz.
2014 nahm er mit seinen sechs Geschwistern als L'Aħwa erneut an der Vorentscheidung Teil und erreichte das Halbfinale, welches am 21. November 2014 stattfand. Hier schaffte er es in das Finale.